# Кияшко Галина Володимирівна
Гали́на Володи́мирівна Кия́шко (англ. Galyna Kyyashko; 10 вересня 1971, с. Кияшки , Кременчуцький район, Полтавська область) — українсько-нідерландська акторка, поетеса, телеведуча, журналістка, фотомодель.

## Життєпис
Народилася 10 вересня 1971 року в селі Кияшки Кременчуцького району на Полтавщині в сім'ї робітників.
З дитинства Галина любила співати переважно українські народні пісні, писати поетичні твори, часто задумувалася над психологічними особливостями людини.[джерело?]
Закінчила середню школу зі срібною медаллю.[джерело?] Ще у школі Галина Кияшко публікувала свої вірші й статті у Кременчуцькій газеті «Перемога».[джерело?]
Закінчила Київський Державний Інститут Театрального Мистецтва імені Івана Карпенка-Карого у 1992 році на курсі в Леоніда Артемовича Олійника. 

### Діяльність в Україні
Кияшко 6 років працювала на різних каналах українського телебачення ведучою новин, телерепортеркою (УТ-1, «Новини УНІАР», «ТБ Табачук», УТ-2, ТРК «Київ», «Вікна»), 2 роки випускала власну дитячу програму «Смарагдова Скарбничка», озвучила понад 2000 серій фільмів та серіалів на ICTV та інших українських каналах.
У 1996-му році Галина Кияшко стала Лауреатом Другої Премії видавництва «Смолоскип» за її творчість для дітей. У 1998-му році видано книжку Галини Кияшко «Дід Піхто» (поезія для дітей, Видавництво «Смолоскип»). За цим твором було поставлено виставу для дітей «Казка Про Діда Піхта» (за участю автора) в Київському Камерному Театрі на Чоколівці, режисер Ігор Тихомиров, — до речі, це була одна з його найперших постановок. Вистава демонструється й досі (в іншому складі).

### Еміграція
Кияшко емігрувала до Нідерландів у 1998 році (одружилась із нідерландцем).
Відтоді вона знялася в багатьох фільмах, телевізійних програмах і рекламних кампаніях у Нідерландах. Зокрема, Галина Кияшко знялася в нідерландському повнометражному фільмі «Відвідини Дракулової родини» («Dracula's family visit», чорна комедія). Фільм вийшов у прем'єру 28 жовтня 2006 на Міжнародному Кінофестивалі «Shoot Me» у Гаазі (міжнародній юридичній столиці). Галина Кияшко грає Софі — подругу Дракули. Цікаво, що у фільмі Галина говорить як нідерландською, так і українською мовами.
Галина Кияшко грає не тільки подругу Дракули в нідерландському фільмі «Відвідини Дракулової родини» («Dracula's family visit»), але й у інших стрічках нідерландського виробництва.
У 2007—2010 роках Галина Кияшко зайнята в головній ролі в нідерландській експериментальній театральній виставі «Інакше разом» (нід. «Anders Samen») за постановкою іраксько-нідерландського режисера Акрама Сулаймана (Akram Sulayman), яку спрямовано проти дискримінації емігрантів у Нідерландах. Галина співає у виставі українських пісень.
Галина Кияшко виховує сина Люкаса (Lucas, народився 26 червня 1999 року).

## Роботи в кіно
2008
- «Братовий Чатувальник» («Brother's Keeper»). Роль: Повія. Режисер: Мартейн Смітс (Martijn Smits) Нідерланди, Виробнича Компанія Пелікола (Pellicola).

2006
- «Відвідини Дракулової родини» («Dracula's family visit»). Роль: Софі. Режисер: Монік Брет (Monique Breet). Нідерланди.
- «Вітання з Голландії» («Groeten Uit Holland»). Роль: Світлана. Режисер Андріс Койман (Andries Kooijman). Нідерланди.

2005
- «Діонічний Танок» («De Dionische Dans»). Роль: Аня. Режисер: Леон ван Рай (Leon van Raaij). Нідерланди.
- «Чужинець» («Gadje»). Роль: Йона-циганка. Режисер: Томас Кортгалс-Алтес (Thomas Korthals Altes). Нідерланди.
- «Інспекція» («Inspectie»). Роль: Ольга. Режисер: Франк Дорен (Frank Dorren). Нідерланди.
- «Чарівна жінка» («Charming Woman», музичний кліп. Роль: Співачка. Режисери: Робін Вос (Robin Vos), Леон ван Рай (Leon van Raaij), Галина Кияшко (Galyna Kyyashko).

2004
- «Бізнес, як зазвичай» («Business as Usual»). Роль: Секретарка. Режисер Єле Трулстра (Jelle Troelstra). Нідерланди.

2003
- «Насолода» («Pleasure»). Роль: Секретарка. Режисер: Вінсент Бекер (Vincent Becker). Нідерланди.